# Humboldt (řeka)
Humboldt (anglicky Humboldt River) je řeka v Nevadě na západě USA. Je přibližně 600 km dlouhá. Povodí má rozlohu 37 560 km². Společně s Medvědí řekou je největší v bezodtokém povodí Velké pánve. Je pojmenovaná podle Alexandra von Humboldta.

## Průběh toku
Má horský charakter a protéká polopouštní, suchou a málo obydlenou krajinou. Ústí do Humboldtova jezera.

## Vodní stav
Zdrojem vody jsou především dešťové srážky. Nejvyšších vodních stavů dosahuje od prosince do května, zatímco po zbytek roku je průtok nízký, částečně podzemní a řeka často vysychá. Průměrný roční průtok vody na dolním toku činí 6 až 7 m³/s maximální přibližně 150 m³/s.

## Využití
Na řece byly vybudovány přehradní nádrže, z nichž jsou největší Ray-Patch a Humboldt. Voda se využívá na zavlažování. Údolím řeky prochází silnice a transkontinentální železnice.